# Incaea
Incaea es un género monotípico de orquídeas epifitas. Su única especie: Incaea yupanki (Luer & Vásquez) Luer, Monogr. Syst. Bot. Missouri Bot. Gard. 105: 87 (2006), es originaria de Bolivia en Santa Cruz. 
Este género fue considerado una vez como parte integrante de Pleurothallis y, desde su publicación en el 2006, es un género segregado, aunque aún no está aceptado de forma unánime.

## Sinonimia
- Pleurothallis yupanki Luer & R.Vásquez, Phytologia 55: 203 (1984).
- Phloeophila yupanki (Luer & R.Vásquez) Pridgeon & M.W.Chase, Lindleyana 16: 254 (2001).
- Specklinia yupanki (Luer & R.Vásquez) Luer, Monogr. Syst. Bot. Missouri Bot. Gard. 95: 265 (2004).[1]